# Mauria obtusifolia
Mauria obtusifolia är en sumakväxtart som först beskrevs av Adolf Engler, och fick sitt nu gällande namn av Fred Alexander Barkley. Mauria obtusifolia ingår i släktet Mauria och familjen sumakväxter. Inga underarter finns listade i Catalogue of Life.